# Донна Флойд
Донна Флойд (англ. Donna Floyd; нар. 14 жовтня 1940) — колишня американська тенісистка.
Перемагала на турнірах Великого шолома в змішаному парному розряді.

## Фінали турнірів Великого шолома

### Парний розряд (1 поразка)
| Результат | Рік  | Турнір                           | Покриття | Партнерка      | Суперниці                      | Рахунок       |
| --------- | ---- | -------------------------------- | -------- | -------------- | ------------------------------ | ------------- |
| Поразка   | 1967 | Відкритий чемпіонат США з тенісу | Трава    | Мері-Енн Ейсел | Розмарі Касалс Біллі Джин Кінг | 6–4, 3–6, 4–6 |

### Мікст (1 перемога)
| Результат | Рік  | Турнір                           | Покриття | Партнер       | Суперник і суперниця    | Рахунок  |
| --------- | ---- | -------------------------------- | -------- | ------------- | ----------------------- | -------- |
| Перемога  | 1966 | Відкритий чемпіонат США з тенісу | Трава    | Овен Девідсон | Керол Генкс Ед Рубінофф | 6–1, 6–3 |